# التعرض للغبار أثناء العمل
يُمكن أن يحدث التعرض للغبار المهني في أماكن مختلفة ومنها الزراعة، والغابات، والتعدين. تشمل المخاطر تلك الغبار الذي ينشأ من التعامل مع الحبوب، والقطن، وكذلك تعدين الفحم.

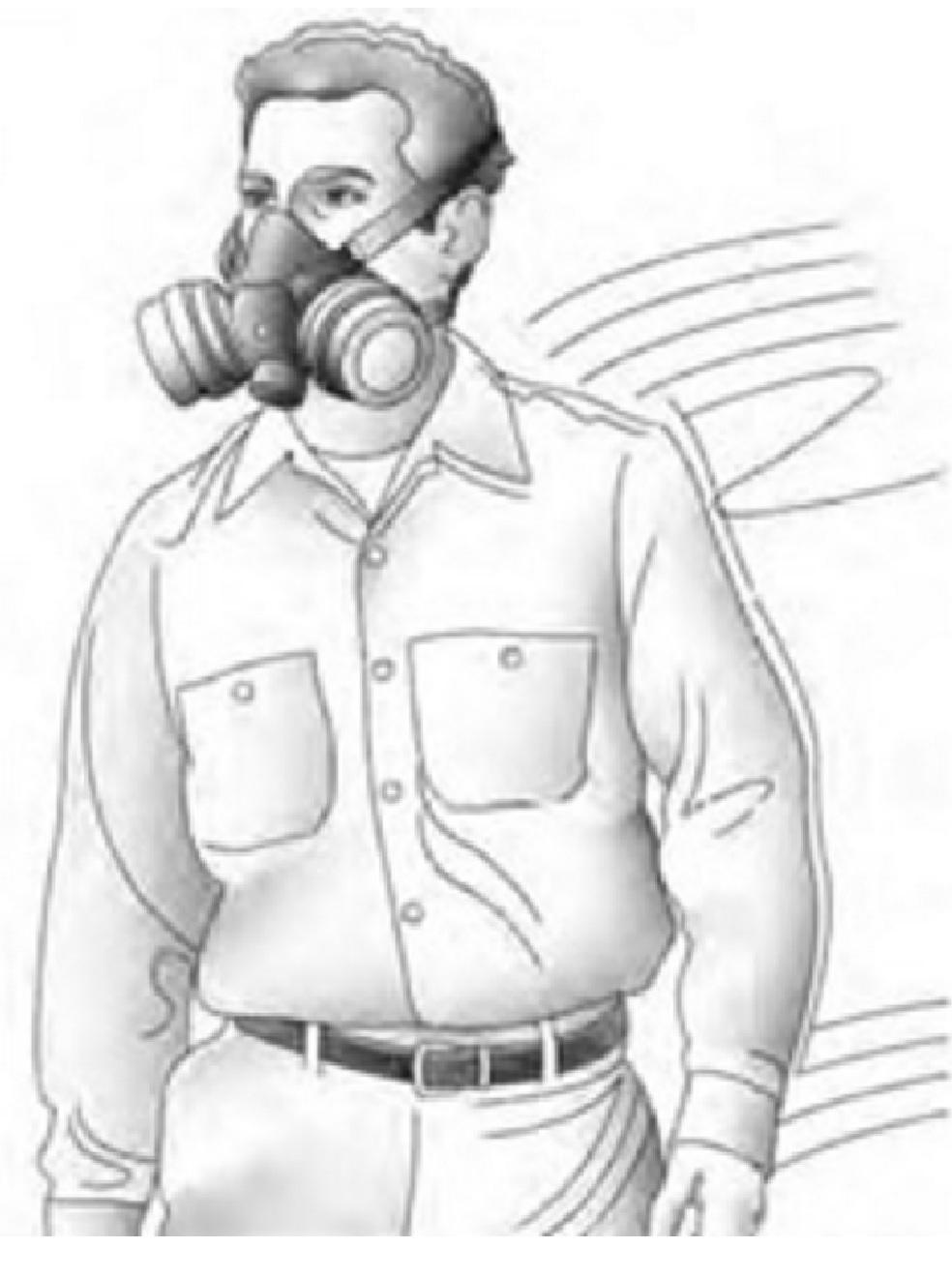
يجب استخدام الكمامات للحماية من أضرار الغبار

يُشار إلى غبار الخشب عادةً باسم «نشارة الخشب»، وهو غبار مهني خطر آخر، ويُمكن أن يُشكّل خطرًا على صحة العمال، إذ يُمكن أن يؤدي التعرض للغبار إلى أمراض الرئة المهنية؛ في حال عدم الأخذ باحتياطات السلامة المناسبة.
تتولد جزيئات الغبار من طريق اضطراب تقليب الصخور أو المعادن أو الحبوب الجافة أو الأخشاب أو مادة الألياف. يتراوح حجم الجسيمات المتولدة من 1 مايكرومتر إلى 100 مايكرومتر، ويُمكن أن تصبح محمولة في الهواء وذلك اعتمادًا على منشأها وخصائصها الفيزيائية والظروف المحيطة.

## أمثلة
تشمل أنواع الغبار الموجودة في البيئة المهنية:
```
*الصخور 
*الغبار المعدني
*الغبار الكيميائي 
*الحبوب
*العفن والجراثيم
```

## المهن

### التعدين
يتكون الغبار المعدني ويصبح محمولًا في الهواء في أثناء عمليات التعدين المختلفة التي يجري فيها تفكيك الصخور وجمعها للمعالجة. ويُمكن أن يؤدي استنشاق الغبار إلى أمراض تنفسية مختلفة، اعتمادًا على نوع الغبار (مثل الفحم والسليكا وما إلى ذلك) وحجم جزيئات الغبار ومدة التعرض.

### الحراجة
يتولد غبار الخشب خلال مراحل معالجة الأخشاب.
غبار الخشب: هو أي جسيم خشبي ينشأ من معالجة أو مناولة الأخشاب. وتوجد أنشطة أخرى مثل النشر، والتوجيه، والصنفرة، تؤدي إلى تكوين غبار الخشب، الذي يمكن أن ينتشر في الهواء في أثناء عملية إزالة الغبار من الأثاث، أو الصيانة، أو تنظيف المعدّات.

### الزراعة
يمكن أن يشكًل الغبار الناتج عن طحن الحبوب أو الألياف ومناولتها وتخزينها تهديدًا لصحة العمال. يتولد الغبار الزراعي في أثناء عملية طحن، وسحق الحبوب الزراعية الصلبة مثل الذرة، والشعير، والقمح.... يمكن أن يؤدي التعامل غير الصحيح مع الحبوب أيضًا إلى تعريض العمال لغبار الحبوب، ويُشكّل تخزين الحبوب أيضًا مخاطر على العمال. يمكن أن تخلق هياكل التخزين ظروفًا خطيرة بسبب الغازات المنبعثة من الحبوب الفاسدة والأبخرة الكيميائية. قد يتعرض العمال لمستويات غير صحيّة من الملوثات المحمولة جوًّا، ومنها القوالب، ومواد التبخير الكيميائية (المواد الكيميائية السامة)، والغازات المرتبطة بالتحلل والتخمير للأعلاف.

### البناء
السليكا البلورية هي معدن نموذجي موجود في طبقة الأرض الخارجية. مثالها الرمل، والحجر، والاسمنت، والملاط التي تحتوي على السليكا البلورية. تُستخدم في صنع الأشياء مثل الزجاج، والأواني الحجرية، وإنتاج الأواني الفخارية، والكتل، والأحجار المزيفة.
تُصنع السليكا البلورية القابلة للتنفس -جزيئات صغيرة بصفة استثنائية أقل عدًة مرات من الرمال التقليدية التي قد تكتشفها على شاطئ البحر وصالات الألعاب الرياضية في الغابة- عند قطع، ونشر، وتحبيب، وسحق الأحجار، والصخور، والصلبة، والكتلة، والمربعة، ومونة الإسمنت، وأنشطة أخرى مثل الاصطدام الخشن بالرمل، وكتلة النشر أو الاسمنت والصنفرة أو اختراق الفواصل الصلبة وملاط تحبيب تصنيع الكتل أو المربعات الصلبة أو الحواف الحجرية أو العناصر الفخارية.
الرمل الحديث المُستخدَم في أنشطة محددة مثل أعمال السبك والتكسير بالطاقة المائية (حفر النفط العميق) الذي يمثّل منبع انفتاح للسليكا البلورية القابلة للتنفس. يتعرّض للسليكا نحو 2.3 مليون فرد في الولايات المتحدة في العمل.
يتعرّض العمّال الذين يتنفسون جزيئات السليكا الصغيرة الشفافة لخطر متزايد من الإصابة بعدوى حقيقية مرتبطة بالسليكا، على سبيل المثال:
- السحار السيليسي (مرض يؤدي إلى العجز والوفاة).
- سرطان الرئة.
- مرض الانسداد الرئوي المستمر.
- عدوى الكلى.

### صناعة الفولاذ
توظّف صناعة الصلب -وفقًا لجمعية ووردستيل أسوشيشن- أكثر من6 مليون شخص في جميع أنحاء العالم. ذكرت الصين في عام 2018 أنها أكبر منتج للصلب في العالم بإنتاج 928.3 مليون طن من الفولاذ.
الصلب مادة متعددة الاستخدامات، وتتنوع الاستخدامات من صناعة السيارات إلى الصناعة الطبية. يتضمّن كل جانب من جوانب حياتنا استخدام الفولاذ بنحوٍ ما. يتكون الفولاذ غالبًا من الحديد، وأقل من 2% من الفولاذ مصنوع من الكربون و1% من الفولاذ منغنيز، وهنالك أيضًا آثار صغيرة من السليكون، والفوسفور، والكبريت، والأكسجين الموجودة في الفولاذ أيضًا. يعمل في صناعة الصلب أكثر من 6مليون شخص حول العالم، وهؤلاء الموظفين لديهم القدرة على التعرض للجسيمات من الغبار. نظرًا لأن الغبار الناتج عن تصنيع الصلب لمنتجات الصلب يجري في الداخل؛ فقد يؤدي ذلك إلى تراكم الغبار الذي يمكن أن يُستنشقه الموظفون. كان لزيادة مستويات الغبار آثار صحية سلبية على الموظفين كما هو موجود في مستويات بروتين المصل وصحة الجهاز التنفسي والمجرى الهوائي.
يتعرض عمال اللحام إلى جزيئات الغبار الناتجة من صناعة الصلب. يتكون الفولاذ من المنغنيز لذلك وجد أن عمال الصلب يتعرضون لمستويات عالية من الجسيمات التي تحتوي على المنغنيز الذي يُمكن أن يكون سامًا للِأعصاب. ينتج عن تراكم جزيئات المنغنيز في الدماغ أعراض مثل الرعشة، وصلابة الجسم، ويقلل من حاسة الشم، ويضعف الوظيفة الحركية، والتوازن.
رغم عدم العثور على رابط بين مرض الزهايمر وعمال اللحام، ولكن اكتشِف أن التعرض لمستويات عالية من المنغنيز يسبب مرض الزهايمر. فقد وجد أن عمال اللحام المعرضين للغبار عن طريق الاستنشاق يظهرون تغيّرًا في مستوى المصل، ما يتعلق بأمراض عصبية. عُثِر على زيادة في خمس بروتينات المتعلقة بالأعصاب (GCSF ، EFNA4 ، CTSS ، CLM6 ، VEC2) في دم عمال اللحام، ويمكن أن تؤدي التغيرات المستمرة في البروتينات المرتبطة بعلم الأعصاب إلى زيادة خطر الإصابة بأمراض في المستقبل. وقد وُجد أن التعرض طويل الأمد لجزيئات الغبار التي تحتوي على مركّبات معدنية يُضعف وظيفة الرئة ويؤدي إلى أمراض الجهاز التنفسي المزمنة. وهنالك أيضًا نتائج لتهيج العين من الغبار في صناعة الصلب.
يُمكن اتخاذ الإجراءات الوقائية التالية لتقليل التعرض لجسيمات الغبار:
زيادة أنظمة التهوية داخل الصناعات، وارتداء معدّات الحماية الشخصية، مثل النظارات والاقنعة، وغسل اليدين؛ لمنع التعرض الجلدي والمعوي.

## العلاج
في المراحل الاولى اي بعد ايام واسابيع من التعرض للغبار ممكن ان تساعد عملية غسيل الرئة في ازاله الغبار من الرئة، لكن اذا بقي الغبار يتراكم لسنوات من الممكن ان يسبب وجود الغبار المعدني في الرئة الى ان يعترف الجهاز المناعي عليه كعنصر غريب بالتالي يتسبب ذلك في مهاجمه الجهاز المناعي للرئة وحدوث الالتهاب الرئوي والوصول الى مرحله لا يمكن علاجها.

## قائمة المراجع
1. ↑  "Health Hazards of Storing, Handling, and Shipping Grain". U.S. المعهد الوطني للسلامة والصحة المهنية. 15 نوفمبر 2016. مؤرشف من الأصل في 2021-03-24.
2. ↑  "Criteria for a Recommended Standard: Occupational Exposure to Cotton Dust". U.S. National Institute for Occupational Safety and Health. 15 نوفمبر 2016. مؤرشف من الأصل في 2018-01-28.
3. ↑  "Criteria for a Recommended Standard: Occupational Exposure to Respirable Coal Mine Dust". U.S. National Institute for Occupational Safety and Health. 15 نوفمبر 2016. مؤرشف من الأصل في 2021-03-18.
4. 1 2  "WHO | Hazard prevention and control in the work environment: Airborne dust (WHO, 1999)". WHO. مؤرشف من الأصل في 2020-07-30. اطلع عليه بتاريخ 2018-04-08.
5. ↑  "CDC - NIOSH 1988 OSHA PEL Project Documentation: List by Chemical Name: WOOD DUST". www.cdc.gov. 14 أبريل 2018. مؤرشف من الأصل في 2021-04-06.
6. ↑  Safety، Government of Canada, Canadian Centre for Occupational Health and (14 أبريل 2018). "Wood Dust - Health Effects : OSH Answers". www.ccohs.ca. مؤرشف من الأصل في 2021-02-14.{{استشهاد ويب}}:  صيانة الاستشهاد: أسماء متعددة: قائمة المؤلفين (link)
7. 1 2  "Safety and Health Topics | Grain Handling | Occupational Safety and Health Administration". www.osha.gov. مؤرشف من الأصل في 2020-10-30. اطلع عليه بتاريخ 2018-04-18.
8. ↑  "Silica, Crystalline - Overview | Occupational Safety and Health Administration". www.osha.gov. مؤرشف من الأصل في 2021-04-22. اطلع عليه بتاريخ 2021-04-23.
9. 1 2  "World Steel in Figures 2019" (PDF). مؤرشف (PDF) من الأصل في 2021-12-27.
10. 1 2 3  Gliga AR، Taj T، Wahlberg K، Lundh T، Assarsson E، Hedmer M، وآخرون (2020). "Exposure to Mild Steel Welding and Changes in Serum Proteins With Putative Neurological Function-A Longitudinal Study". Frontiers in Public Health. ج. 8: 422. DOI:10.3389/fpubh.2020.00422. PMC:7485227. PMID:32984236.{{استشهاد بدورية محكمة}}:  صيانة الاستشهاد: دوي مجاني غير معلم (link)
11. 1 2 3  Hamzah NA، Mohd Tamrin SB، Ismail NH (يوليو 2016). "Metal dust exposure and lung function deterioration among steel workers: an exposure-response relationship". International Journal of Occupational and Environmental Health. ج. 22 ع. 3: 224–232. DOI:10.1080/10773525.2016.1207040. PMC:5102237. PMID:27392157.
12. 1 2  Chen PC، Doyle PE، Wang JD (يناير 2006). "Respirable dust exposure and respiratory health in male Taiwanese steelworkers". Industrial Health. ج. 44 ع. 1: 190–199. DOI:10.2486/indhealth.44.190. PMID:16610559.
13. 1 2 3  Hedmer M، Karlsson JE، Andersson U، Jacobsson H، Nielsen J، Tinnerberg H (أغسطس 2014). "Exposure to respirable dust and manganese and prevalence of airways symptoms, among Swedish mild steel welders in the manufacturing industry". International Archives of Occupational and Environmental Health. ج. 87 ع. 6: 623–634. DOI:10.1007/s00420-013-0896-3. PMID:23979145.